# Drave
Drave é uma aldeia desabitada numa cova entre as Serra da Freita, Serra de São Macário e Serra da Arada, integrada no Geoparque de Arouca e situada na União das Freguesias de Covelo de Paivó e Janarde, Concelho de Arouca, Distrito de Aveiro, Diocese de Viseu.
É uma aldeia típica em que as casas são feitas de pedra, denominada pedra lousinha, sendo a sua cobertura de xisto. Os arruamentos são irregulares.
A aldeia é muito isolada e sem traços de modernidade: não é acessível de carro, e a aldeia mais próxima, Regoufe, fica a 4 quilómetros. Não tem electricidade, água canalizada, saneamento, gás, correio, telefone e a rede de telemóvel é escassa (apenas MEO). Também não há lojas, logo o dinheiro não tem utilidade, nem relógios na aldeia.

## História
séc. XIV - A primeira referência a Drave data do reinado de D. Dinis;

1527 - o Cadastro da População do Reino regista as povoações de Drave, Regoufe e Covelo de Paivó na freguesia de São Martinho das Moitas no concelho de Lafões e Sul; Drave conta com dois vizinhos, oito pessoas;

1758 - as Memórias Paroquiais referem a freguesia de Covelo de Paivó pertencente ao concelho e ducado de Lafões, do qual é donatário o duque de Lafões; a freguesia tem duas povoações, Covelo de Paivó e Regoufe e ainda uma póvoa a que chamam de Drave com três vizinhos, vinte e duas pessoas; 

séc. XVIII - Francisco Martins e Maria Martins constroem um casal em Drave;

séc. XIX - Manuel Martins manda abrir o caminho da "voltinha" que faz comunicar de carro Drave com o território a Sul, passando pelo Muro Redondo e fazendo a ligação a Regoufe; constrói o solar da varanda e a casa da adega; 

1851 - a capela de Nossa Senhora da Saúde é mandada edificar por Manuel Martins da Costa;

1917 - a freguesia de Covelo de Paivó é anexada ao concelho de Arouca, deixando de pertencer ao concelho de S. Pedro do Sul; 

1946 - primeiro encontro dos Martins da Drave: a reunião familiar reuniu mais de 500 descendentes e foi organizada pelo Padre João Nepomuceno de Almeida Martins;

1992 - "Rumos da Consciência" - primeira grande actividade organizada pelos escuteiros na Drave;

1993 - "Rumos do Homem Novo" - segunda grande actividade organizada pelos escuteiros na Drave;

1993 - instalação de linha telefónica e de energia solar (funcionou até 2000);

1995 - o Corpo Nacional de Escutas, adquire algumas casas e terrenos para criar uma Base Nacional;

1996 - despacho de abertura do processo de classificação pelo IPPAR;

2000 - Joaquim Martins, o último habitante, deixa a aldeia;

2001 - "Rover 2001" - terceira grande actividade organizada pelos escuteiros na Drave;

2002 - "Trilhos 2002" - Terceira edição do Trilhos que versou o Progresso dos Caminheiros e realizou-se na Drave com vista a relançar o centro escutista na Drave. (Trilhos 2000 na Serra da Lousã versando a liderança, Trilhos 2001 na Serra do Caramelo versando a Partida);
2003 - abertura do centro escutista "Base Nacional da IV";

2009 - o Geoparque da Arouca é reconhecido pela UNESCO pelo seu excepcional património geológico, ficando desde então a fazer parte da Rede Global de Geoparques; 

2014 - lançamento de um documentário sobre a aldeia;

## Geografia

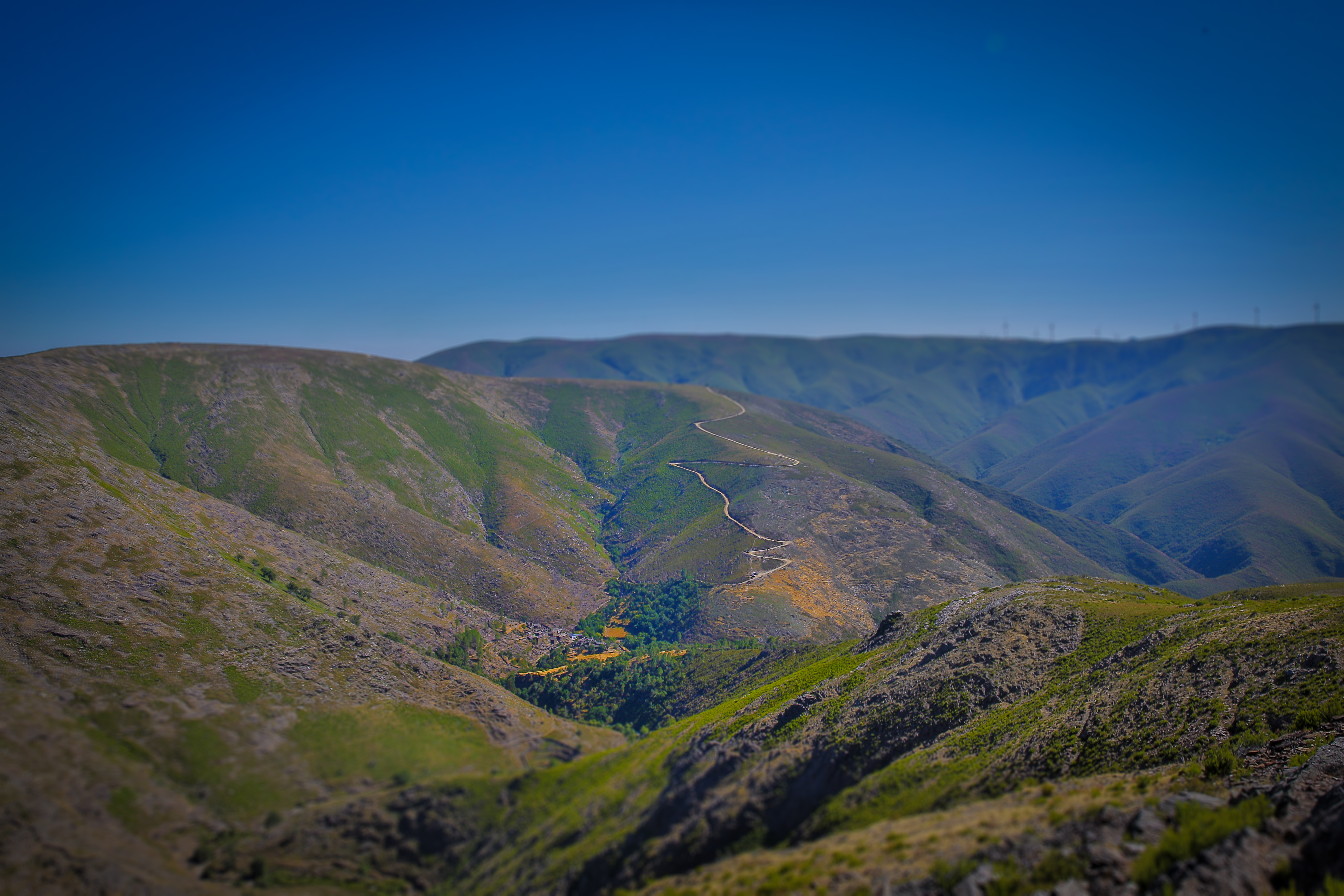
A aldeia da Drave rodeada pelas Serras da Arada, Freita e S. Macário.

Drave encontra-se no centro da formação montanhosa outrora conhecida por monte Fuste, que divide as bacias hidrográficas, do Douro e Vouga, e é delimitada a norte pelo rio Arda, a este pelo rio Sul, a sul pelo rio Vouga e a oeste pelo rio Paiva. As escarpas abruptas mostram à superfície blocos de granito ou xisto característicos da zona. O lugar da Drave está implantado a cerca de 600 metros de altitude num vale encaixado, cercado por altas montanhas que o ensombram durante o inverno. Na envolvente, as encostas mais suaves destacam-se pelo uso agrícola em socalcos, enquanto as encostas declivosas são ocupadas por um manto vegetal contínuo, dominado por espécies arbustivas e herbáceas rasteiras. Nesta paisagem única, a terra é fértil devido aos rios e ribeiras que descem as encostas. Em Drave, o rio de Palhais corre do lado norte, o Ribeirinho e o ribeiro da Bouça percorrem o lado este e sul respectivamente, confluindo no fundo da povoação formando o rio da Drave, que se desenvolve num percurso de 5 km até encontrar o rio Paivó, um dos afluentes do rio Paiva. Nesta região, o povoamento do vale, junto aos rios, é disperso e os núcleos estão quase desertificados. Os lugares de Covelo de Paivó, Regoufe e Drave pertencem à mesma freguesia, e Drave dista mais de 10 km da aldeia de Covelo de Paivó.

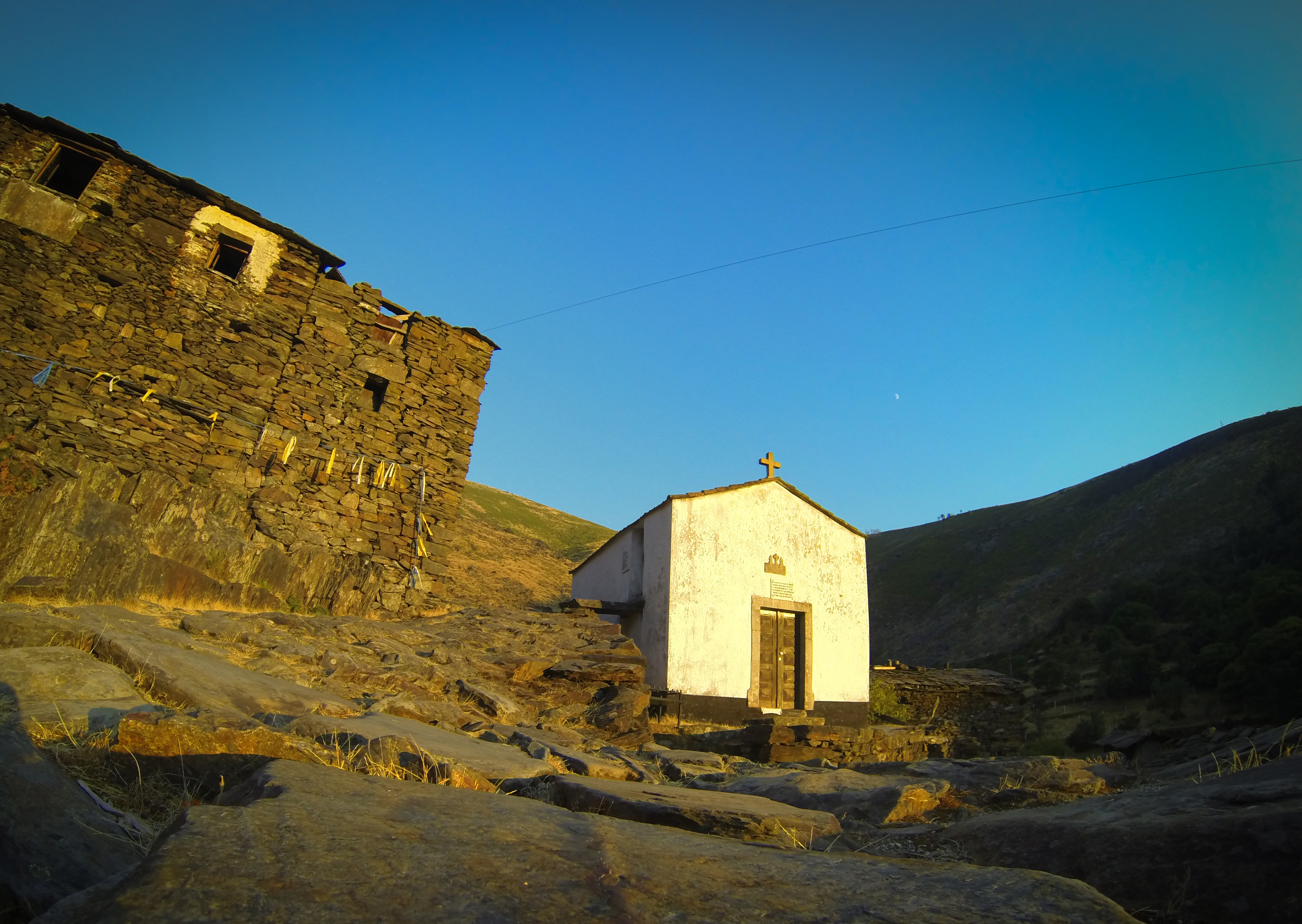
Capela de N. Sra. da Saúde na aldeia da Drave

A povoação desenvolve-se ao longo da encosta formando um conjunto de traçado orgânico com cerca de vinte imóveis. Estes implantam-se ao longo dos eixos viários que circundam a vertente de forte inclinação, implantando-se em pequenas plataformas adaptadas ao terreno. Ao centro da aldeia situa-se a capela que se destaca pelo seu revestimento em cal e com o telhado revestido por telha cerâmica, que contrasta com os restantes imóveis onde se observa o xisto como material dominante. As casas de habitação têm vários anexos de apoio à agricultura como palheiros, currais, espigueiros e azenhas. Estes imóveis manifestam uma unidade que lhes é conferida pelas coberturas em placas de xisto. O chamado solar da Drave é a casa, com balcão e dois pisos, que se individualiza devido ao facto do piso superior ser revestido a cal em contraste com o restante edificado que, sendo em xisto, se esbate na paisagem. Os dois espigueiros de dimensões generosas serviam toda a aldeia e localizam-se na zona mais baixa, à entrada do aglomerado.

## Festividades
Na Drave há uma festa anual, a Festa de Nossa Senhora da Saúde, que é no dia 15 de Agosto e que se continua a realizar todos os anos. A festa consta de uma Eucaristia, seguida de uma procissão e um piquenique e participam regularmente centenas de pessoas.

## Família Martins

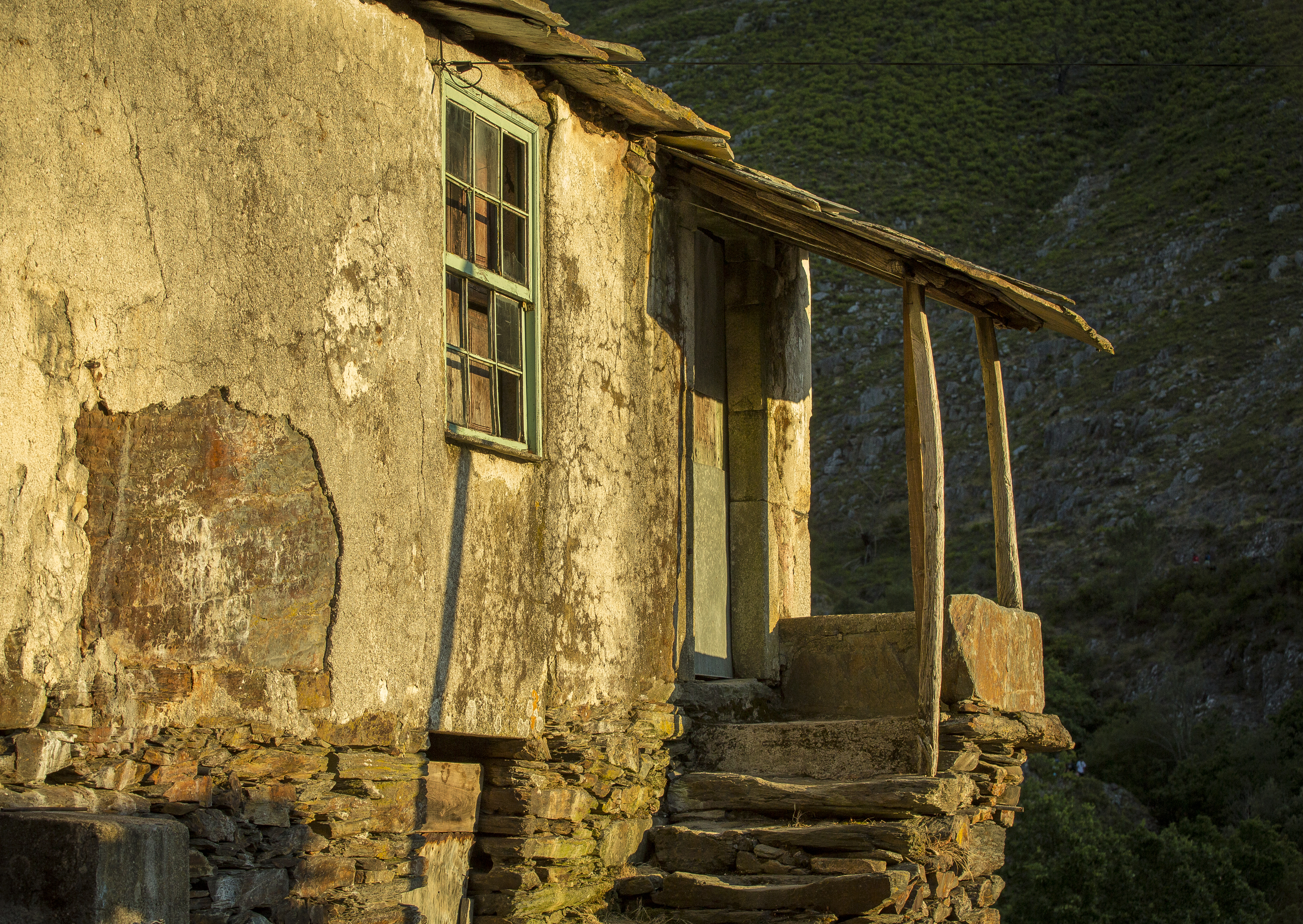
Solar dos Martins na aldeia da Drave

A família Martins, das quais há registos na Drave desde 1700, foi uma das famílias mais numerosas da aldeia, e também a última a deixá-la. O padre João Nepomuceno de Almeida Martins, em 1946, tomou a iniciativa de realizar a primeira reunião familiar que juntou mais de 500 parentes, e desde então esta reunião tem-se vindo a realizar de 2 em 2 anos, tendo já sido publicada a monografia da família.

## Base Nacional da IV do CNE

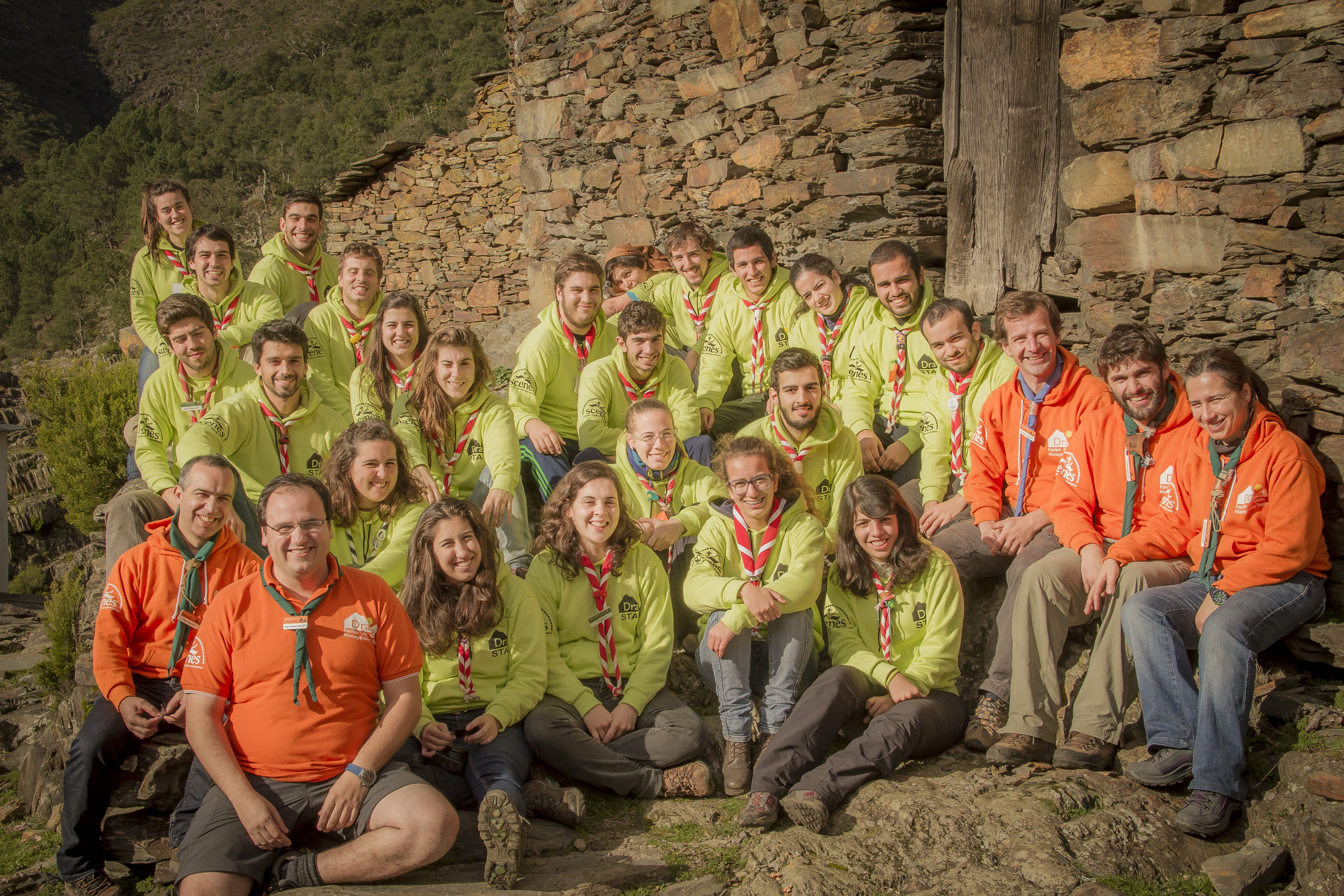
Equipa de Gestão e Staff 2015 da BNIV.

Em 2003, o Corpo Nacional de Escutas abriu na Drave a sua Base Nacional da IV, uma centro escutista para caminheiros (escuteiros entre os 18 e os 22 anos).

Com forte componente ambiental e espiritual, este centro é já uma referência mundial, pertencendo às redes SCENES e GOOSE.

O CNE adquiriu cerca de 1/3 da aldeia em 1995 e começou os trabalhos de reconstrução em 2001 durante uma actividade denominada ROVER 2001.

Hoje em dia este centro recebe anualmente milhares de caminheiros portugueses e estrangeiros que não só participam nas actividades de reconstrução e manutenção da aldeia, como também noutras actividades aproveitando o retiro e o isolamento que a aldeia proporciona. 

A BNIV é gerido por uma equipa de gestão e por uma equipa de staff que acompanham permanentemente a aldeia e que organizam anualmente actividades como o EPHATA, o TALITHA KUM, o SOL A SOL, e o DRAVIM entre outras. Em 2016, o centro passou a ser designado como Drave Scout Centre.

## Filmes
- "Uma Montanha do Tamanho do Homem" de João Nuno Brochado

Em 2014 foi editado o documentário "Uma Montanha do Tamanho do Homem" sobre a Drave. O filme tem 93 minutos e foi lançado directamente numa edição especial em dvd e blu-ray no dia 10 de Dezembro, tendo havido uma ante-estreia na própria aldeia no dia 25 de Outubro para uma audiência de cerca de 300 pessoas. A primeira edição do filme esgotou em apenas 3 semanas, tendo estado durante todo esse tempo no número 1 do top da loja Fnac online. A segunda edição foi lançada em Março de 2015 e o filme foi adquirido e exibido pela RTP em 2016.

## Livros
- "Flora e Fauna - Drave" de Corpo Nacional de Escutas, 2013
- "Drave: O rosto das Palavras" de Maria José Castro e Rui de Carvalho, 2001
- "Monografia e árvore genealógica dos Martins da Drave" de João Nepomuceno de Almeida Martins, 1996
- "Antropologia e Realidade Portuguesa. Drave: um passado sem futuro?" de Claúdia C. Silva, Eugénia C. Almeida, Maria Júlia Morais e Maria Madalena Soares, 1989

## Músicas
- "Drave" de Se7e
- "Drave" de Flor de Lis
- "Abrimos a Porta" de Vozes Trinadas
- "Alma de Lado" de Vozes Trinadas
- "Estrelinha da Drave" de autor desconhecido